# Karl Stackmann (Germanist)
Karl Stackmann (* 21. März 1922 in Buxtehude; † 4. November 2013 in Göttingen) war ein deutscher Germanist.

## Leben
Nach dem in Stade abgelegten Abitur studierte Stackmann von 1940 bis 1941 in Hamburg die Fächer Deutsche Philologie, Klassische Philologie und Geschichte, nahm dann als Soldat am Zweiten Weltkrieg teil und setzte seine Studien nach kurzer Gefangenschaft 1945 fort. 1948 wurde er mit einer Arbeit über die mittelhochdeutsche Versnovelle Moriz von Craûn in Hamburg promoviert und 1956 mit einer Arbeit über den gelehrten Sangspruchdichter Heinrich von Mügeln habilitiert. Seit 1959 wirkte er als Professor für Ältere Germanistik an der Universität Bonn, von 1965 bis zu seiner Emeritierung 1990 an der Universität Göttingen, die er als Rektor 1973/74 durch unruhige Zeiten lenkte. Als Mitglied der Göttinger Akademie der Wissenschaften (seit 1969), als Vizepräsident der Deutschen Forschungsgemeinschaft (DFG) von 1980 bis 1986 und als Mitglied der Bayerischen Akademie der Wissenschaften in München (seit 1980) förderte und leitete Stackmann viele zentrale Projekte der sich als germanistische Mediävistik rasch modernisierenden Altgermanistik.

## Leistungen
Stackmann hat in den 65 Jahren zwischen 1948 und seinem Tod als Philologe eine Fülle von Arbeiten auf verschiedenen Teilgebieten der mittelalterlichen Literatur vorgelegt, wobei seine größten Verdienste auf den Gebieten der Editionsphilologie sowie der Lexikologie und Lexikographie liegen. Nachdem er sich mit der Herausgabe der kleineren Dichtungen Heinrichs von Mügeln, die aufgrund ihres dunklen und anspielungsreichen gelehrten Stils schon den Zeitgenossen oft schwer verständlich waren, bereits 1959 einen Namen als Texteditor gemacht hatte, begründete er 1964 mit seinem Aufsatz Mittelalterliche Texte als Aufgabe eine bis heute anhaltende Neuorientierung der mediävistischen Editionstheorie und -praxis. Stackmanns grundsätzliche Überlegungen über die Eigenheit mittelalterlicher Texte führten zur Abkehr von den seit den Anfängen der Germanistik zu Beginn des 19. Jahrhunderts geltenden Prinzipien der Textedition, die sich seit Karl Lachmann am Muster der Edition antiker Texte durch die Klassische Philologie orientierten. An der Stelle des Versuchs, den Wortlaut des Originals oder eines dem Original nahestehenden Archetyps der gesamten Überlieferung zu rekonstruieren, etablierte Stackmann das sogenannte Leithandschriftenprinzip, das bereits früher bisweilen angewendet wurde, sich seit den 1970er Jahren in der germanistischen Mediävistik durchzusetzen begann und heute allgemein üblich ist. Als editorisches Meisterwerk gilt Stackmanns 1981 erschienene Ausgabe der Dichtungen Frauenlobs, eines der schwierigsten, anspruchsvollsten und berühmtesten mittelhochdeutschen Dichter. Bedeutend sind auch seine Arbeiten als Lexikologe und Lexikograph. Zu nennen ist hier insbesondere das Wörterbuch zur Göttinger Frauenlob-Ausgabe von 1990, in dem der zum Teil höchst ungewöhnliche Wortschatz des Dichters nach modernen Grundsätzen vollständig erfasst, geordnet, beschrieben und gedeutet wurde. Seit 2006 erscheint das von Stackmann zusammen mit Kurt Gärtner und Klaus Grubmüller herausgegebene Mittelhochdeutsche Wörterbuch, das die großen, längst veralteten Standardwerke des 19. Jahrhunderts von Benecke/Müller/Zarncke und Matthias Lexer ersetzen soll. Stackmanns Wertschätzung durch seine Fachkollegen und Schüler spiegelt sich nicht zuletzt in drei Festschriften, die ihm 1987, 1990 und 2002 gewidmet wurden.

## Auszeichnungen
- 1978 Ehrendoktor der Universität Aarhus
- 1983 Verdienstkreuz am Bande des Verdienstordens der Bundesrepublik Deutschland
- 1983 Ernst-Hellmut-Vits-Preis
- 1991 Verdienstkreuz 1. Klasse des niedersächsischen Verdienstordens
- 1991 Brüder-Grimm-Preis der Philipps-Universität Marburg

## Veröffentlichungen (Auswahl)
Monographien und Werkausgaben
- Die mittelhochdeutsche Versnovelle »Moriz von Craûn«. Dissertation. Hamburg 1948.
- Der Spruchdichter Heinrich von Mügeln. Vorstudien zur Erkenntnis seiner Individualität. C. Winter, Heidelberg 1958.
- Philologie und Lehrerausbildung. Vandenhoeck & Ruprecht, Göttingen (= Göttinger Universitätsreden. Heft 47).
- Kleine Schriften. Hrsg. von Jens Haustein. 3 Bände. Vandenhoeck & Ruprecht, Göttingen 1997–2002.

Texteditionen und Lexika
- Die kleineren Dichtungen Heinrichs von Mügeln. Hrsg. von Karl Stackmann. 4 Bände. Akademie-Verlag, Berlin 1959–2003.
- Kudrun. Herausgegeben von Karl Bartsch, 5. Auflage überarb. und neu eingel. von Karl Stackmann. Brockhaus, Wiesbaden 1965. Neu erg. Ausg. ebenda, 1980 sowie (mit überarb. Einleitung) bei Niemeyer, Tübingen 2000.
- Heinrich von Meißen: Leichs, Sangsprüche, Lieder. Hrsg. von Karl Bertau und Karl Stackmann. 2 Bände. Vandenhoeck & Ruprecht, Göttingen 1981.
- Wörterbuch zur Göttinger Frauenlob-Ausgabe. Vandenhoeck & Ruprecht, Göttingen 1990.
- Mittelhochdeutsches Wörterbuch. Hrsg. von Kurt Gärtner, Klaus Grubmüller und Karl Stackmann. 4 Bände. Bisher erschienen: Band 1: a – evrouwe, Band 2, Lfgg. 1/2, 3/4 und 5, evüegerin – hin tuon, S. Hirzel, Stuttgart 2006 ff.

als Herausgeber
- mit Hugo Moser und Rudolf Schützeichel: Festschrift Josef Quint anläßlich seines 65. Geburtstags. Bonn 1964.
- mit Ludger Grenzmann: Literatur und Laienbildung im Spätmittelalter und in der Reformationszeit. Symposion Wolfenbüttel 1981. Stuttgart 1984 (= Germanistische Symposien. Berichtsband 5), ISBN 978-3-476-05553-8.
- mit Bernd Moeller und Hans Patze: Studien zum städtischen Bildungswesen des späten Mittelalters und der frühen Neuzeit. Bericht über Kolloquien der Kommission zur Erforschung der Kultur des Spätmittelalters 1978–1981. Göttingen 1983 (= Abhandlungen der Akademie der Wissenschaften zu Göttingen, phil.-historische Klasse 3. Nr. 137).
- mit Bernd Moeller und Hartmut Boockmann: Lebenslehren und Weltentwürfe im Übergang vom Mittelalter zur Neuzeit. Politik – Bildung – Naturkunde – Theologie. Bericht über Kolloquien der Kommission zur Erforschung der Kultur des Spätmittelalters 1983 bis 1987 (= Abhandlungen der Akademie der Wissenschaften zu Göttingen: philologisch-historische Klasse. III, 179). Vandenhoeck & Ruprecht, Göttingen 1989, ISBN 3-525-82463-7.